# Rivolta d’Adda

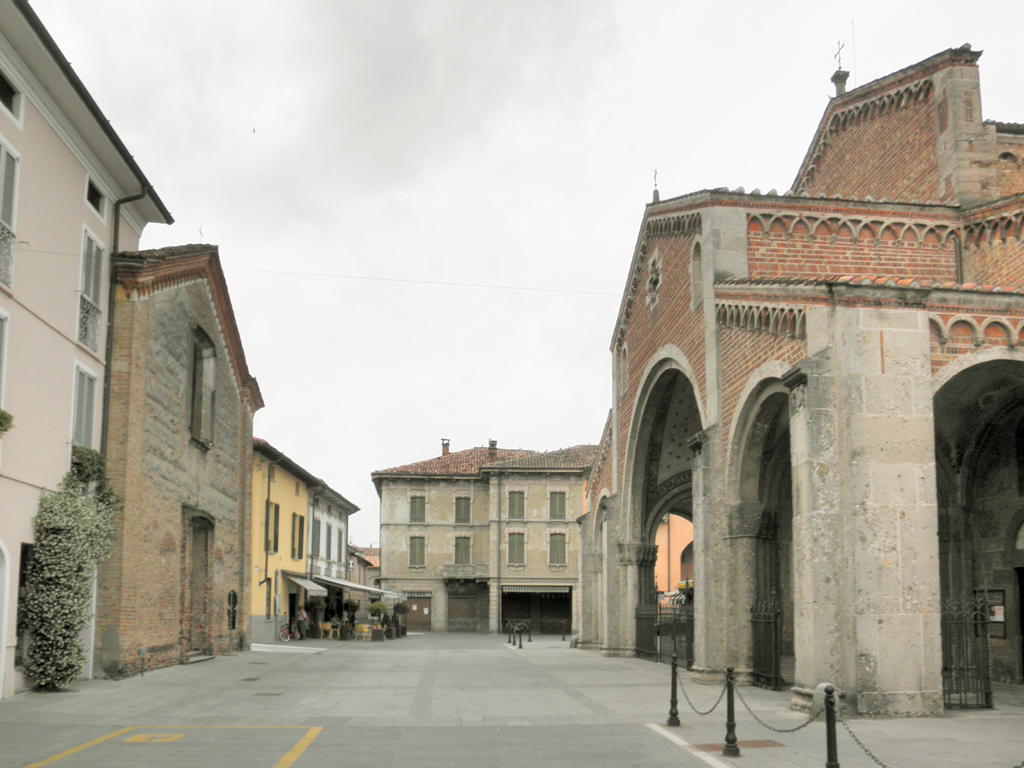
Piazza Vittorio Emanuele mit der Basilika S. Maria e Sigismondo in der Altstadt

Rivolta d’Adda ist eine Gemeinde mit 8251 Einwohnern (Stand 31. Dezember 2023) in der Provinz Cremona in der italienischen Region Lombardei.

## Lage
Der Ort liegt an der Adda, 29 km östlich vom Zentrum Mailands an der Provinzstraße SP 4. Nach Spino d’Adda im Süden sind es 5 km und nach Bergamo im Nordosten circa 29 km.

## Ortsteile
Im Gemeindegebiet liegen neben dem Hauptort die Ortsteile Bizzarretta, Carnesella, Cascina Ciocchera, Cascina Corneana, Cascina Gorini, Cascina Pescia, Cascina San Martino, Cascina Simonetta, Corsetta, Dosso und Speziera.

## Denkmäler und Sehenswürdigkeiten
- Basilika Santa Maria und San Sigismondo aus dem 11. Jahrhundert
- Kirche Santa Maria Immacolata aus dem 15. Jahrhundert
- Kirche Sant’Alberto aus dem 18. Jahrhundert
- Museum für Fossilien
- Villa Celesia, Palast aus dem 16. Jahrhundert
- Parco della Preistoria

## Töchter und Söhne der Gemeinde
- Walter Brugna (* 1965), Radrennfahrer
- Emiliano Mondonico (1947–2018), Fußballspieler und -trainer
- Libero Tresoldi (1921–2009), Bischof